# Seiches-sur-le-Loir
Seiches-sur-le-Loir é uma comuna francesa na região administrativa da Pays de la Loire, no departamento de Maine-et-Loire. Estende-se por uma área de 28,83 km². Em 2010 a comuna tinha 3 007 habitantes (densidade: 104,3 hab./km²).